# Hagar Normark
Hagar Margreta Normark, född 21 juli 1919 i Malå, död 25 juli 2017 i Sundbyberg, var en svensk socialdemokratisk politiker. Hon var bosatt i Boliden och riksdagsledamot för socialdemokraterna från 1971, invald i Västerbottens läns valkrets.